# باریک‌جوی
باریک‌جوی (به لاتین: Barik Juy) یک منطقهٔ مسکونی در افغانستان است که در ولایت بامیان واقع شده‌است.